# Malmö kanotklubb

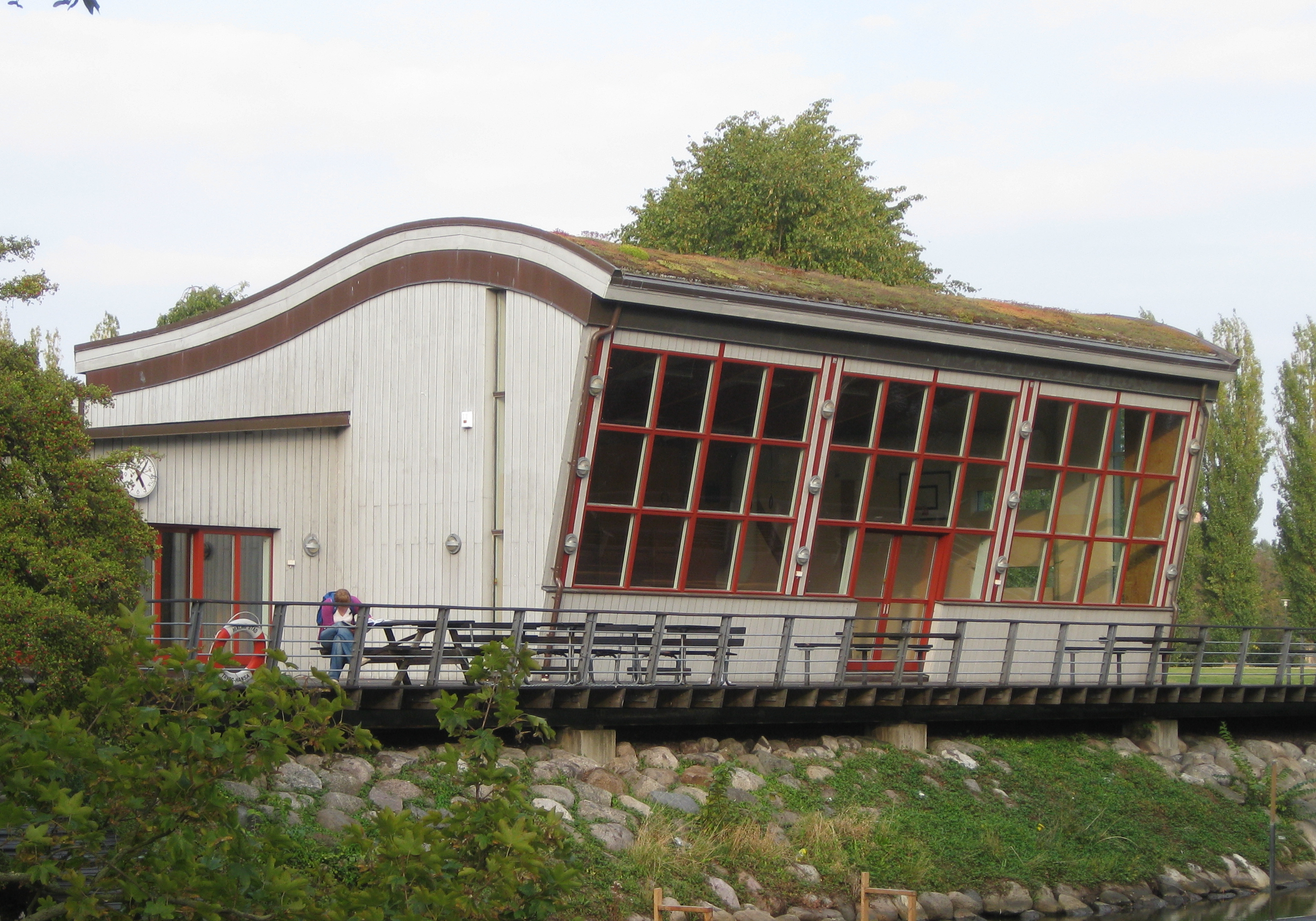
Klubbhuset

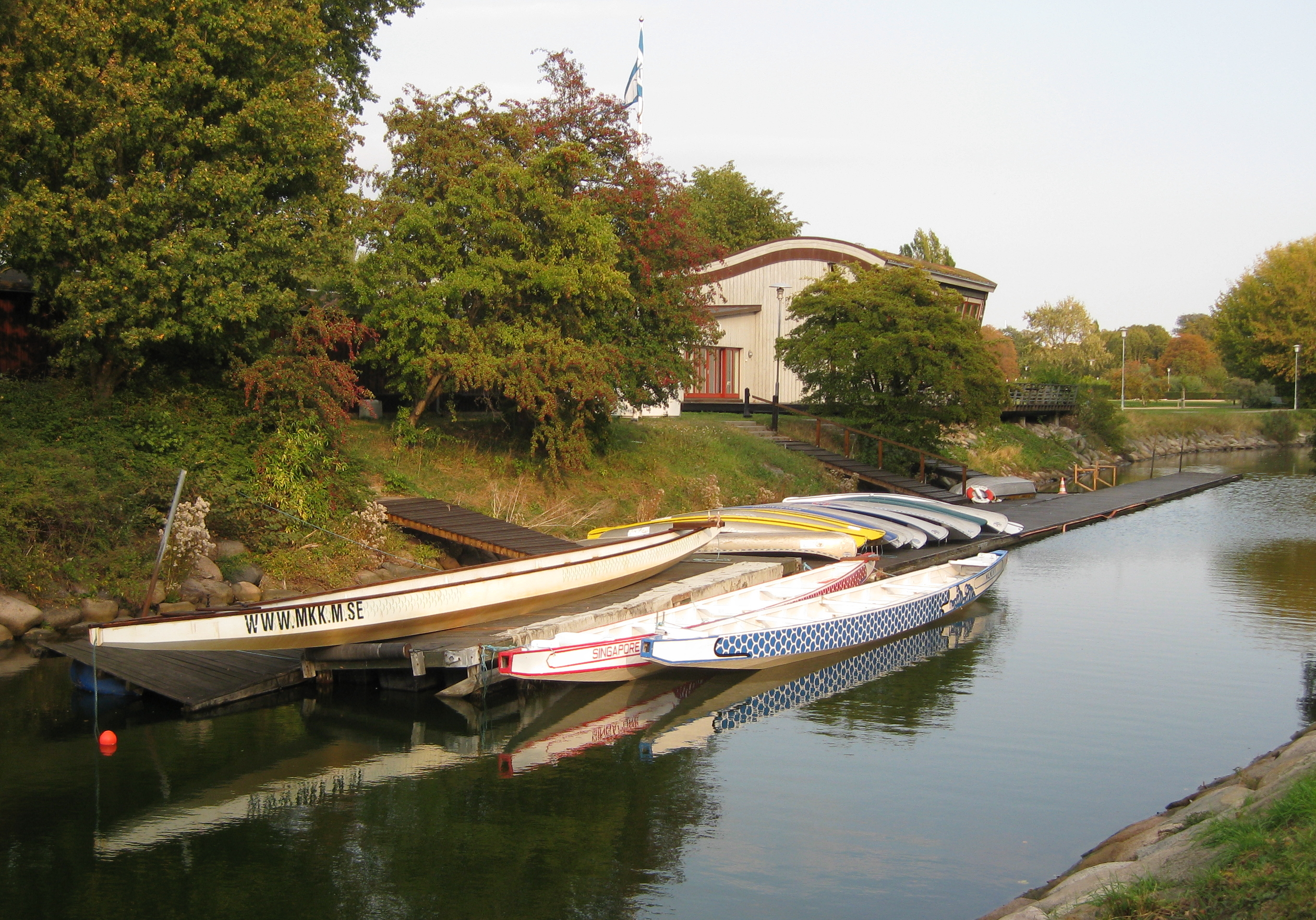
Drakbåtar vid bryggan

Malmö kanotklubb (kort MKK) är en kanotklubb belägen vid Mölleplatsen mittemot Tekniska museet i Malmö, grundad 1926.
MKK håller ungdomsverksamhet med inriktning mot träning och tävling, motionsverksamhet med gemensamma träningspass, långfärdspaddling och ledarledda turer samt drakbåts- och outriggerpaddling på tränings- och tävlingsnivå.

## Historik
Klubben grundades den 1926 av 11 medlemmar.
Klubbens första individuella VM-medalj, ett silver, togs 1994 av Tom Krantz. 
År 1995 blev klubben bästa SM klubb i de svenska mästerskapen i Nyköping 
År 2000 anordnades drakbåts-EM för landslag under förbundet EDBF i Malmö. På hemmaplan tog det svenska drakbåtslandslaget ett EM-guld och två EM-silver i damklassen. Herrlaget tog ett EM-brons.
År 2012 eldhärjades klubbhuset i en anlagd brand.
År 2013 utsattes klubbhuset för ett sprängattentat då entrén skadades.

## Framgångsrika kanotister

### Kajak
- Peter Orban
- Tim Krantz
- Tom Krantz